# Al-Awja
Al Auya (árabe: العوجة) es un pueblo iraquí ubicado en la gobernación de Saladino; a 8 millas (13 km) al sur de Tikrit, en la orilla occidental del Tigris. Está habitada principalmente por árabes sunitas, es conocida principalmente por ser lugar de nacimiento y posteriormente de descanso de los restos del dictador Sadam Hussein.

## Historia
El pueblo es conocido por ser la ciudad natal y el lugar de entierro del expresidente iraquí Saddam Hussein.
Cuando Saddam fue capturado por la Task Force 121 y la 4.ª División de Infantería durante la Operación Amanecer Rojo, estaba escondido a solo unas pocas millas de su ciudad natal de Ad-Dawr. Saddam Hussein fue enterrado en este pueblo antes del amanecer del 31 de diciembre de 2006, menos de 24 horas después de su ejecución.
Durante los combates en la Segunda Batalla de Tikrit, ISIS arrasó la tumba de Saddam Hussein. Después de que las fuerzas iraquíes tomaron el control de la aldea, los milicianos chiitas proiraníes del Fuerzas de Movilización Popular colocaron sus insignias alrededor de la aldea, incluida la del general de división Qassem Soleimani